# Rhode Island General Assembly

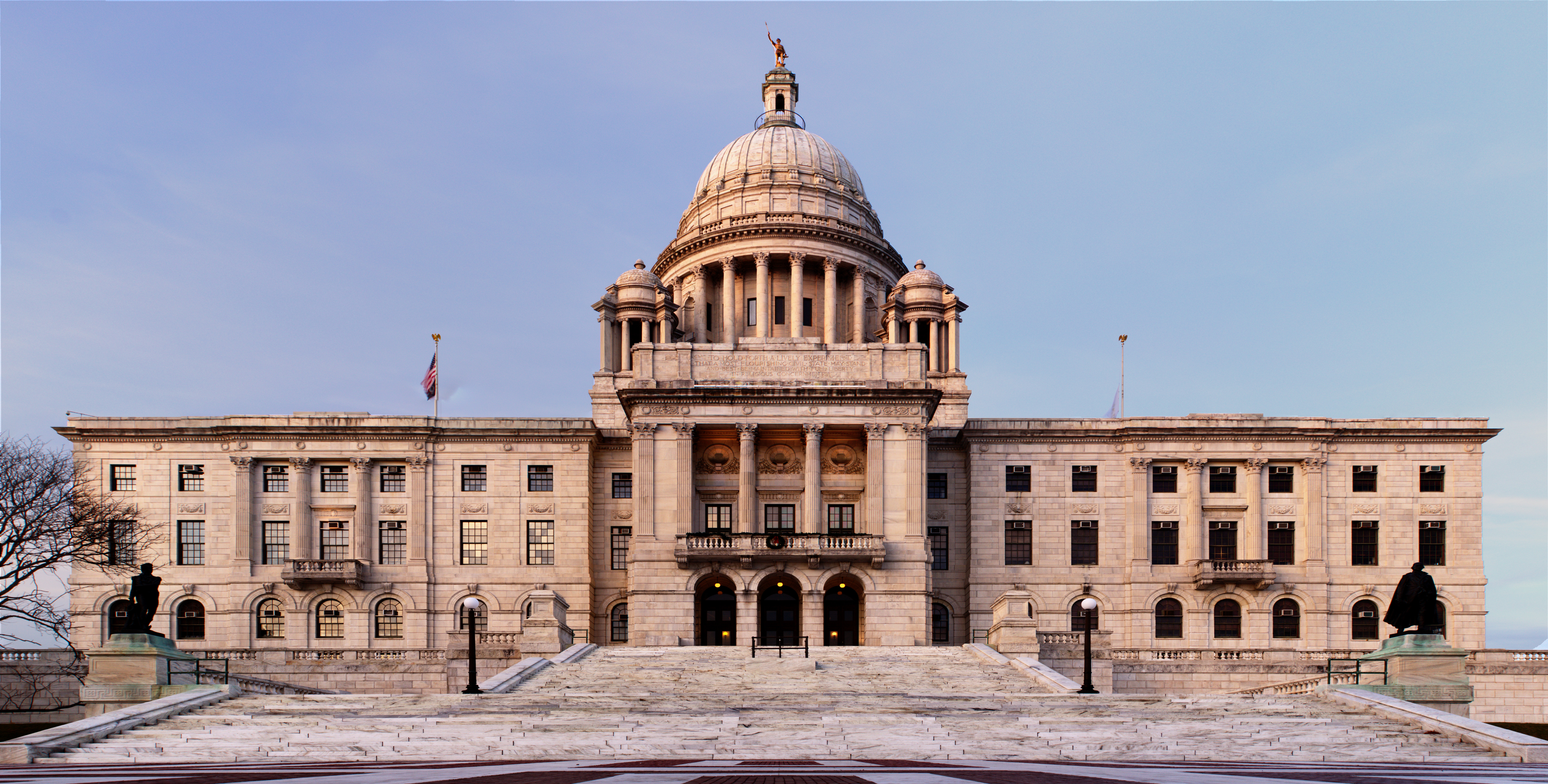
Die General Assembly/State Legislature tagt im Rhode Island State House

Die Rhode Island General Assembly ist die State Legislature und damit die Legislative des US-Bundesstaats Rhode Island. Sie wurde durch die Royal Charter der Kolonie Rhode Island 1663 geschaffen und besteht aus dem Repräsentantenhaus von Rhode Island, das als Unterhaus fungiert, sowie dem Senat von Rhode Island als Oberhaus. Die General Assembly tagt im Rhode Island State House in Providence, das auch Sitz des Gouverneurs und seines Stellvertreters ist.
Das Repräsentantenhaus besteht aus 75 Mitgliedern, der Senat aus 38. Beide Kammern werden für zwei Jahre gewählt. Der Wahltag fällt mit dem des Bundeskongresses zusammen.
Wählbar sind US-Bürger, die seit mindestens dreißig Tagen in Rhode Island leben und im Wählerregister eingetragen sind. Das Mindestalter beträgt für beide Häuser 18 Jahre.
Die National Conference of State Legislatures (NCSL) ordnet die General Assembly von Rhode Island als Teilzeitparlament „lite“ ein. Mit einer Vergütung von 15.959 USD pro Jahr (2020) liegen die Abgeordneten im unteren Bereich der Staatsparlamentarier.